# Brotherella fauriei
Brotherella fauriei là một loài Rêu trong họ Sematophyllaceae. Loài này được (Besch. ex Cardot) Broth. mô tả khoa học đầu tiên năm 1925.